# Zoran Žižić
Zoran Žižić (Serbisch: Зоран Жижић; * 4. März 1951; † 4. Januar 2013) war ein jugoslawischer und montenegrinischer Politiker. Er war stellvertretender Ministerpräsident Montenegros in den ersten beiden Đukanović-Kabinetten von 1991 bis 1996, und war der erste Premierminister der Föderalen Republik Jugoslawien nach dem Sturz Slobodan Miloševićs 2000.
Žižić trat aus Protest gegen die Auslieferung von Slobodan Milošević an den ICTY im Juni 2001 von seinem Amt als Premierminister zurück. Er gehörte zum serbisch-nationalistischen Flügel der Sozialistischen Volkspartei und wurde 2005 aufgrund von Meinungsverschiedenheiten mit ihrem gemäßigten Führer Predrag Bulatović ausgeschlossen.

## Leben
Zoran Žižić wurde am 4. März 1951 in Titograd geboren.
Sein Vater, Živko Žižić, kämpfte im Zweiten Weltkrieg für die jugoslawischen Partisanen und war vor dem Krieg Mitglied der Kommunistischen Partei Jugoslawiens. Nach dem Krieg bekleidete er die Positionen des Staatsanwalts, des Bundesstellvertreters, des Ministers für Bildung und Justiz in der Regierung Montenegros sowie des Präsidenten des Obersten Gerichtshofs Montenegros. Zorans Mutter war Sonja Žižić (geb. Ivanović). Zorans Vorfahren gehörten väterlicherseits zum Stamm der Uskoci. Mütterlicherseits stammt er vom Stamm der Kučiab.
Žižić besuchte in seiner Heimatstadt sowohl die Grundschule als auch das Gymnasium. Er schloss sein Studium an der juristischen Fakultät der Universität Belgrad ab und erwarb einen Magisterabschluss. Er kehrte in seine Heimatstadt zurück und arbeitete an der juristischen Fakultät der Universität Montenegro, zunächst als Assistent und später als Dozent.

## Politische Karriere
Žižić war Mitglied des Bundes der Kommunisten Jugoslawiens. Seine erste aktive Beteiligung an der Politik erfolgte während der Antibürokratischen Revolution im Jahr 1989. Er wurde Vorstandsvorsitzender der Demokratischen Partei der Sozialisten Montenegros (DPS) und Abgeordneter in der Bundesversammlung der Bundesrepublik Jugoslawien.
Žižićs erstes gewähltes Amt das des der stellvertretenden Ministerpräsidenten Montenegros, eine Position, die er während des ersten und zweiten Kabinetts von Milo Đukanović Đukanović innehatte. Als stellvertretender Ministerpräsident arbeitete Žižić an dem Projekt der Reform Montenegros zu einem Offshore-Finanzplatz.
Nach der Trennung Momir Bulatovićs von der DPS folgte ihm Žižić und wurde 1998 zum Vizepräsidenten der neu gegründeten Sozialistischen Volkspartei Montenegros (SNP) gewählt. Er wurde am 4. November 2000 kurz nach dem Sturz von Slobodan Milošević Premierminister der Bundesrepublik Jugoslawien, als das Kabinett Bulatović zusammenbrach.
Žižić trat am 29. Juni 2001 nach achtmonatiger Amtszeit aus Protest gegen die Auslieferung von Slobodan Milošević an den Internationalen Strafgerichtshof für das ehemalige Jugoslawien zurück. Er verließ das Amt am 24. Juli 2001, als nach der Parlamentswahl in Montenegro 2001 ein neues Kabinett unter der Führung seines Parteikollegen Dragiša Pešić gebildet wurde.
Ab Juli 2001, als die Führung der SNP unter Predrag Bulatović Pešić unterstützte, geriet Žižić in Konflikt mit seiner Partei. Dies gipfelte im Januar 2005 mit der Gründung der Bewegung für die Gemeinsame Europäische Staatenunion Serbiens und Montenegros, in der mehrere serbische nationalistische Parteien und gewerkschaftsfreundliche Gemäßigte zusammengeschlossen waren. Žižić wurde am 20. Januar zum Leiter des Organisationskomitees der Bewegung und am 27. Januar 2005 zum Präsidenten der Bewegung gewählt. Die unter Bulatović immer gemäßigter werdende SNP lehnte einen Beitritt ab und versuchte, ihr Image in das einer demokratischen Bürgerpartei zu verwandeln. Žižić wurde Anfang April 2005 aus der SNP ausgeschlossen.
Žižić war Präsident der Demokratischen Partei der Einheit, einer Partei, die er im Juli 2006 gründete. Die Partei war Teil von Andrija Mandićs Serbischer Liste und der Demokratischen Front Montenegros.

## Persönliches und Tod
Žižić war verheiratet und hatte zwei Kinder.
Zoran Žižić starb am 4. Januar 2013 nach einer Operation im Alter von 61 in Podgorica. An seiner Beerdigung nahm der serbische Premierminister Ivica Dačić teil.